# Chemillé
Chemillé – miejscowość i dawna gmina we Francji, w regionie Kraj Loary, w departamencie Maine i Loara. W 2008 roku liczba ludności wynosiła 7193 mieszkańców. 
W dniu 1 stycznia 2013 roku z połączenia dwóch ówczesnych gmin – Chemillé oraz Melay – utworzono nową gminę Chemillé-Melay. Od 15 grudnia 2015 roku miejscowość Chemillé znajduje się w nowo utworzonej gminie Chemillé-en-Anjou, której jest siedzibą. 